# 시에나 대성당

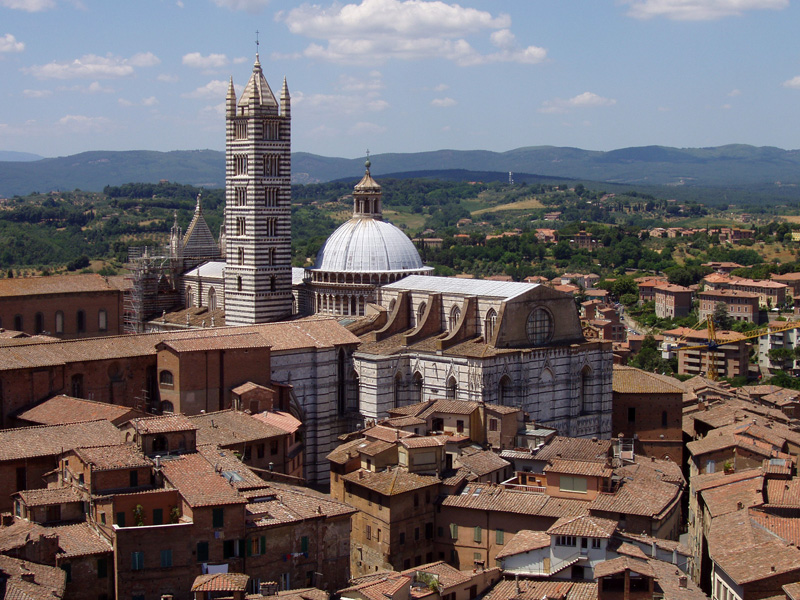
시에나 대성당

시에나 대성당(Duomo di Siena) 또는 산타 마리아 아순타 메트로폴리타나 대성당(Cattedrale Metropolitana di Santa Maria Assunta)은 이탈리아 시에나에 있는 대성당이다.